# Еропкин, Иван Фёдорович
Иван Фёдорович Еропкин (ок. 1590—1666) — государственный деятель, голова, воевода, думный дворянин, окольничий (?) в Смутное время и во времена правления Михаила Фёдоровича и Алексея Михайловича.
Рюрикович (24 колено, из рода смоленских князей). Из дворянского рода Еропкины. Единственный сын Фёдора Михайловича Еропкина, погибшего в бою под Руговидом.

## Биография
В 1610 году, по приказу князя Дмитрия Ивановича Шуйского, успешно ходил на Медынь для освобождения города от «воровских людей».
В 1614 голова в Калуге, о чём в Разрядных книгах осталась запись: «…122 году в Колуге окольничей и воевода Артемий Васильев сын Измайлов. И в те годы посылал от себя многожды окольничей Артемий Измайлов детей своих Василья, сына своего Ивана, и с ними голову Ивана Федорова сына Еропкина под литовские люди в колужский уезд и иные места. И Иван Еропкин ходил многожды под литовские люди от Артемья Измайлова з детьми его с Васильем и Иваном и литовских людей побивали и языка приводили к Ортемью Измайлову».
В 1618—1619 годах в приход поляков был в Москве в осаде, за что поместья его перевёл в вотчину царь Михаил Федорович.
В 1619—1620 годах воевода в Кадоме. В 1622 году воевода в Рыльске. В 1626—1627 годах воевода в Осколе. Московский дворянин в 1627—1640 годах. С декабря 1628 по 03 июня 1630 года воевода в Белгороде. В 1632 году пристав у шведского посла. В этом же году воевода в Севске. В декабре 1633 года участвовал во взятии Новгорода-Северского, затем послан воеводою на взятие Стародуб-Северского и в январе 1634 года вместе с Никитой Оладьиным сей город взял, а в марте приходящих к городу литовцев разбил и сто человек пленил. В 1634 году послан при посольстве на съезд с польскими послами близ Вязьмы. В 1635—1639 годах воевода в Верхотурье. В марте 1640 года второй, а с сентября первый воевода в Венёве, для охранения от прихода крымцев и ногайцев. В 1642—1643 годах второй воевода в Вязьме. В июне 1647 года и в мае 1651 года ехал впереди для постановки станов, во время богомолья Государя в Троице-Сергиев монастырь. В 1652 году воевода в Тамбове для охранения от прихода крымцев, а по указанию велено ему быть в сходе в Яблоневе с бояриным и князем Куракиным. С 6.07.1659 — 6.01.1660 год воевода в Калуге. В 1650 году принимал участие в подавлении восстания в Пскове. В 1653 году вновь второй воевода в Вязьме. В мае 1654 года голова десятой сотни жильцов и двадцать пятый есаул в Государевом полку в походе против поляков. В марте 1655 года в Вязьме пожалован в думные дворяне. В 1655—1656 годах второй воевода в Смоленске, откуда ему указано в декабре 1656 году ехать в Вязьму. В июне 1658 года в отсутствие в столице Государя в походе в село Покровское, оставлен для охраны Москвы. В 1659—1660 годах воевода в Калуге.
Умер в 1666 году.

## Земельные владения
За И. Ф. Еропкиным состояло поместье в с. Кисва Каменского стана Рязанского уезда. В апреле 1642 по грамоте и отписке можайскому воеводе князю Ивану Тимофеевичу Вадбольскому дана ему Катерининская п. Можайского уезда. В 1632 имел денежный оклад 101 руб. Поместья за ним были в Мещовске — 231 четвертей, в Рязани — 165 четв., в Вологде — 300 четв., всего 696 четв. Вотчины: в Рязани — 85 четв., в Вологде — 115 четв., купленных пустошей — 104 четв., всего 304 четв. Всего за ним 1000 четв.

## Семья
От брака с неизвестной имел детей:
- Еропкин Моисей Иванович (убит 28.06.1659 под Конотопом) — патриарший стольник (1627 — 29); дворянин московский (1636 — 58). В 1634 в Можайске в полку боярина и воеводы кн. Дмитрия Мамстрюковича Черкасского; в 1638 в Серпухове в полку боярина и воеводы кн. Ивана Борисовича Черкасского; в 1641 в Туле в полку стольника и воеводы кн. Якова Куденеевича Черкасского; в 1646 в Ливнах и в Белгороде в полку боярина и воеводы кн. Никиты Ивановича Одоевского; в 1648 — 51 воевода в Михайлове; в 1656 в Полоцке в сотне головой; в том же году — в Рижском походе в полке царя Алексея Михайловича; в 1657 воевода в Могилеве.
- Еропкин Автамон Иванович (ум. до 20.08.1668) — стольник (1636 — 68); воевода в Тамбове (1653). В 1646 был в Ливнах; в 1657 — в Белгороде в полку кн. Н. И. Одоевского; в 1648 — 50 воевода в Карпове; в 1656 воевода в Борисове «для делания острога» и в том же году сменен и «за болезнью» отпущен к Москве; в 1660 воевода в Калуге; в 1671 в Низовом походе в полку боярина и воеводы кн. Юрия Алексеевича Долгорукова; в 1683 в походе в Троице-Сергиев монастырь. В 1629—1630 за ним состояло поместье в с. Кисва Каменского ст. Рязанского у., дано затем ему в вотчину. Ж.: Марфа.
- Еропкин Михаил Иванович (ум. 1695) — стряпчий (1668 — 76); стольник (1676—1692). Был на службах: в 1668 и 1669 в Севске и под Глуховым в полку окольничего и воеводы кн. Петра Алексеевича Долгорукова; в том же 1669 в Севске на смотре боярина и воеводы кн. Юрия Алексеевича Долгорукова; в 1679 в Севске и в Киевском походе в полку боярина и воеводы кн. Михаила Алексеевича Черкасского «с товарищи». Ж.: Василиса Парфентьевна.
- Ирина Ивановна — муж Алексей Богданович Мусин-Пушкин.

## Критика
В родословных книгах и иных авторитетных источниках нет указания о пожаловании Ивана Фёдоровича чином — окольничий.